# Okres Szczecinek
Okres Szczecinek (polsky Powiat szczecinecki) je okres v polském Západopomořanském vojvodství. Rozlohu má 1765,39 km² a v roce 2023 zde žilo 72 930 obyvatel. Sídlem správy okresu je město Szczecinek.

## Gminy
Městská:
- Szczecinek

Městsko-vesnické:
- Barwice
- Biały Bór
- Borne Sulinowo

Vesnické:
- Grzmiąca
- Szczecinek

## Města
- Barwice
- Biały Bór
- Borne Sulinowo
- Szczecinek

## Sousední okresy
| Růžice kompasu | Białogard | Košalín          | Bytów            | Růžice kompasu |
| Růžice kompasu | Świdwin   | Sever            | Człuchów         | Růžice kompasu |
| Růžice kompasu | Świdwin   | Okres Szczecinek | Człuchów         | Růžice kompasu |
| Růžice kompasu | Świdwin   | Jih              | Człuchów         | Růžice kompasu |
| Růžice kompasu | Drawsko   | Złotów           | Człuchów, Złotów | Růžice kompasu |